# Francesca Deidda
Francesca Deidda (Cagliari, 16 de enero de 1992) es una deportista italiana que compite en natación sincronizada.
Ganó una medalla en el Campeonato Mundial de Natación de 2019, y ocho medallas en el Campeonato Europeo de Natación entre los años 2012 y 2018.

## Palmarés internacional
| Campeonato Mundial | Campeonato Mundial       | Campeonato Mundial | Campeonato Mundial |
| Año                | Lugar                    | Medalla            | Prueba             |
| ------------------ | ------------------------ | ------------------ | ------------------ |
| 2019               | Gwangju (Corea del Sur)  | Medalla de plata   | Rutina especial    |
| Campeonato Europeo |                          |                    |                    |
| Año                | Lugar                    | Medalla            | Prueba             |
| 2012               | Eindhoven (Países Bajos) | Medalla de bronce  | Combinación libre  |
| 2014               | Berlín (Alemania)        | Medalla de bronce  | Combinación libre  |
| 2016               | Londres (Reino Unido)    | Medalla de plata   | Equipo libre       |
| 2016               | Londres (Reino Unido)    | Medalla de bronce  | Equipo técnico     |
| 2016               | Londres (Reino Unido)    | Medalla de bronce  | Combinación libre  |
| 2018               | Glasgow (Reino Unido)    | Medalla de plata   | Combinación libre  |
| 2018               | Glasgow (Reino Unido)    | Medalla de bronce  | Equipo técnico     |
| 2018               | Glasgow (Reino Unido)    | Medalla de bronce  | Equipo libre       |